# Osiedle Siejnik
Siejnik – dzielnica Olecka w powiecie oleckim, także nieoficjalna nazwa części miasta.
W drugiej połowie XX w. część osady Siejnik wydzielono do miasta Olecko, tworząc nową dzielnicę, skupiającą kilkanaście bloków mieszkalnych. Na terenie osiedla znajduje się obecnie Szkoła Podstawowa nr 4 z Oddziałami Integracyjnymi im. ks. Jana Twardowskiego, Kościół Rzymskokatolicki pw. Świętej Rodziny, sąd rejonowy (Wydział Cywilny), stacja paliwowa z restauracją i komis samochodowy, kilka sklepów przemysłowo-spożywczych, 3 place zabaw dla dzieci.